# Esplendor Geométrico
Esplendor Geométrico, zkráceně EG, je španělská hudební skupina, která vznikla v roce 1980 v Madridu. Věnuje se industriální hudbě a stála u zrodu žánru Rhythmic Noise. Název souboru v překladu znamená „geometrická nádhera“ a je převzat z Futuristického manifestu Filippa Tommasa Marinettiho. Zakládajícími členy byli Arturo Lanz, Gabriel Riaza a Juan Carlos Sastre, kteří opustili průkopnický soubor elektronické hudby ve Španělsku Aviador Dro pro jeho příklon k pop music a inspirovali se tvorbou skupin jako Cabaret Voltaire nebo SPK. První singl vydali v roce 1981 a první album o rok později, od roku 1985 mají vlastní vydavatelství Esplendor Geométrico Discos. Arturo Lanz žije v Pekingu a Saverio Evangelista v Římě.

## Sestava
- Arturo Lanz
- Saverio Evangelista
- Gabriel Riaza (do roku 1993)
- Juan Carlos Sastre (do roku 1981)

## Diskografie
- Necrosis en la poya (1981)
- EG-1 (1981)
- El acero del partido/Héroe del trabajo (1982)
- Comisario de la luz/Blanco de fuerza (1985)
- 1980-1981 (1986)
- En Roma (1986)
- En directo: Madrid y Tolosa (1987)
- Kosmos kino (1987)
- Mekano-turbo (1988)
- Madrid mayo '89 (1989)
- Live in Utrecht (1990)
- Tarikat (1990)
- Sheikh Aljama (1991)
- 1980-1982 (1993)
- Arispejal astisaró (1993)
- Veritatis splendor (1994)
- 1983-1987 (1994)
- Nador (1995)
- Tokyo sin fin (1996)
- Treinta kilómetros de radio (1996)
- Balearic rhythms (1996)
- 80s tracks (1996)
- Tarikat (1997)
- Polyglophone (1997)
- Syncrotrón (1998)
- EN-CO-D-Esplendor (1998)
- Compuesto de hierro (2002)
- Moscú está helado (2004)
- Anthology 1981-2003 (2005)
- 8 traks & live (2007)
- Pulsión (2009)
- Desarrollos geométricos (2011)
- Ultraphoon (2013)
- Fluida Mekaniko (2016)
- Cinética (2020)